# Norman Brown (coureur)
Norman Brown jr. (Newry, County Down, 16 maart 1959 - Silverstone, Northamptonshire, 31 juli 1983) was een Noord-Iers motorcoureur.
Norman Brown was de zoon van de eigenaar van een pub, "The Star Bar" of "Brown's Bar", die uitkeek over de Clanrye River en op het stadhuis van Newry. 

## Carrière
Al vanaf het begin van zijn racecarrière was hij een veelbelovend coureur. Toen hij in 1981 debuteerde op het Eiland Man won hij met zijn Yamaha meteen de Newcomers Junior Race van de Manx Grand Prix en werd hij tweede in de Lightweigt Race. Hij promoveerde naar de Isle of Man TT, waar hij in 1982 een van de belangrijkste races, de Senior TT, won, terwijl hij in de Junior TT tweede werd.
In 1983 debuteerde hij in het wereldkampioenschap wegrace met een Suzuki RG 500. In de TT van Assen werd hij twaalfde. Tijdens de TT van Man viel hij in de Senior Classic TT met een lege tank uit, nadat hij het absolute ronderecord op 116,19 mijl per uur had gebracht.

## Overlijden
Tijdens de 500cc-race van de Britse Grand Prix op het Circuit van Silverstone kreeg hij op Hangar Straight motorproblemen. Hij stak zijn arm in de lucht om zijn achtervolgers te waarschuwen en probeerde met ongeveer 70 km/uur terug naar de pit te rijden. Omdat de ideale lijn bijna overal aan de buitenkant van de baan lag, probeerde hij over te steken naar de binnenkant, maar in Stowe Corner bleef hij in de veilige buitenbocht. Enkele rijders passeerden hem al vóór de bocht, maar na de bocht kwam hij vanzelf op de ideale lijn terecht, terwijl alle coureurs in een rechte lijn achter elkaar naderden. Drie coureurs, waaronder Rob Punt, wisten hem te ontwijken, maar de Zwitser Peter Huber kon Brown niet zien. Hij keek bovendien - zoals gebruikelijk na een bocht - achterom naar de rijders achter hem. Daardoor verspeelde hij zijn laatste kans om Brown te zien en hij botste met ongeveer 140 km/uur achter op de Suzuki van de Noord-Ier.
Brown overleed ter plekke. Peter Huber werd per helikopter naar het ziekenhuis van Radcliffe gebracht, maar bij aankomst ook dood verklaard.

## Isle of Man TT resultaten
| Jaar | Klasse            | Team  | Motorfiets | Plaats |
| ---- | ----------------- | ----- | ---------- | ------ |
| 1982 | Junior TT         | Privé | Yamaha     | 2      |
| 1982 | Senior TT         | Privé | Suzuki     | 1      |
| 1982 | Classic TT        | Privé | Suzuki     | DNF    |
| 1983 | Junior TT         | Privé | Yamaha     | 3      |
| 1983 | Junior 350 cc TT  | Privé | Yamaha     | DNF    |
| 1983 | Senior Classic TT | Privé | Suzuki     | DNF    |